# 希拉里海岸
79°20′S 161°0′E / 79.333°S 161.000°E
希拉里海岸（英語：Hillary Coast）是南極洲的海岸，位於羅斯冰架西側，處於明納海崖和塞爾伯恩角之間，以新西蘭的探險家艾德蒙·希拉里命名。